# GKN1
GKN1 (англ. Gastrokine 1) – білок, який кодується однойменним геном, розташованим у людей на короткому плечі 2-ї хромосоми.  Довжина поліпептидного ланцюга білка становить 199 амінокислот, а молекулярна маса — 21 999.
| 10         |  | 20         |  | 30         |  | 40         |  | 50         |
| ---------- |  | ---------- |  | ---------- |  | ---------- |  | ---------- |
| MLAYSSVHCF |  | REDKMKFTIV |  | FAGLLGVFLA |  | PALANYNINV |  | NDDNNNAGSG |
| QQSVSVNNEH |  | NVANVDNNNG |  | WDSWNSIWDY |  | GNGFAATRLF |  | QKKTCIVHKM |
| NKEVMPSIQS |  | LDALVKEKKL |  | QGKGPGGPPP |  | KGLMYSVNPN |  | KVDDLSKFGK |
| NIANMCRGIP |  | TYMAEEMQEA |  | SLFFYSGTCY |  | TTSVLWIVDI |  | SFCGDTVEN  |

A: Аланін

C: Цистеїн

D: Аспарагінова кислота

E: Глутамінова кислота

F: Фенілаланін

G: Гліцин

H: Гістидин

I: Ізолейцин

K: Лізин

L: Лейцин

M: Метіонін

N: Аспарагін

P: Пролін

Q: Глутамін

R: Аргінін

S: Серин

T: Треонін

V: Валін

W: Триптофан

Кодований геном білок за функцією належить до мітогенів. 
Задіяний у такому біологічному процесі як поліморфізм. 
Секретований назовні.